# N712 (België)
De N712 is een gewestweg in de Belgische provincies Limburg en Antwerpen. De weg verbindt de N71 op de grens van Hamont-Achel en Neerpelt met de N71 in Mol-Rauw. De lengte van de N712 bedraagt ongeveer 24 kilometer.

## Plaatsen langs de N712
- Neerpelt
- Overpelt
- Holven
- Lommel
- Mol-Rauw

## N712a
De N712a is een aftakking van de N712 in Neerpelt. De 600 meter lange route gaat over de Kerkstraat en Leopoldlaan.

## N712b
De N712b is een oude route van de N712 in Overpelt. Voordat de route over de Ringlaan ging, ging de N712 over de Dorpstraat. Deze 800 meter lange route heeft heden ten dage het nummer N712b.